# Exacum quinquenervium
Exacum quinquenervium är en gentianaväxtart som beskrevs av August Heinrich Rudolf Grisebach. Exacum quinquenervium ingår i släktet Exacum och familjen gentianaväxter. Inga underarter finns listade i Catalogue of Life.